# پاروکستین
پاروکستین (به انگلیسی: Paroxetine) یک داروی ضد افسردگی از گروه مهارکننده‌های بازجذب سروتونین است که استفاده از آن برای درمان افسردگی، اختلال وسواس فکری عملی، اختلال هراس (حمله پانیک)، اختلال اضطراب اجتماعی، اختلال ملال پیش از قاعدگی و اختلال استرس پس از سانحه و اختلال اضطراب فراگیر پذیرفته شده‌است. پاروکستین قوی ترین دارو در میان داروهای موسوم به مهارکننده های بازجذب سروتونین است.
شواهدی در مورد تأثیر مثبت این دارو در مبتلایان به سردرد مزمن، دردهای عصبی دیابتی و انزال زودرس نیز وجود دارد. بر اساس تحقیقی بر بیماران مبتلا به افسردگی متوسط تا شدید تأثیر درمانی پاروکستین سریعتر از فلوکستین ظاهر می‌شود.
فرمول شیمیایی پاروکستین C19H20FNO۳ است. نیمه عمر آن به‌طور میانگین ۱ روز است. غلظت آن در پلاسمای خون پس از ۴ تا ۶ ساعت به حداکثر می‌رسد و درصد وابستگی آن به پروتئین پلاسمای خون حدود ۹۵٪ است.
در سال ۱۹۹۲ ساخته شد. پاروکستین همانند دیگر داروهای اس. اس. آر. آی (SSRI) از جذب مجدد سروتونین توسط فرستنده‌های عصبی پیش سیناپسی جلوگیری می‌کند و غلظت سروتونین را در دستگاه عصبی مرکزی بالا می‌برد و همچنین اندکی نوراپی نفرین را نیز مهار می‌کند.
پاروکستین در سال ۲۰۰۷ پرمصرف‌ترین داروی ضد افسردگی در هلند و با تجویز در نزدیک به ۲۰ میلیون نسخه پنجمین داروی ضدافسردگی پرمصرف در ایالات متحده بود.
پاروکستین در میان SSRIها بیشترین سندرم قطع مصرف را دارد چون نیمه عمر کوتاه تری دارد.

## عوارض جانبی
اقدام به خودکشی و خطر بروز رفتارهای تهاجمی در بیمارانی که با پاروکستین درمان می‌شده‌اند [و به شکایت علیه سازنده این دارو انجامیده] باعث نگرانی‌هایی در مورد تجویز این دارو شده‌است.
در یکی از این شکایت‌ها در سال ۲۰۰۱ گلکسواسمیت‌کلاین محکوم به پرداخت ۸ میلیون دلار غرامت به‌خاطر پرونده مرگ آقای شل از وایومینگ شد که در فوریه ۱۹۹۸ خود، همسر، دختر و نوه خود را پس از مصرف پاروکستین با تجویز پزشک به قتل رسانده بود.
هیئت منصفه نتیجه گرفته بود که پاروکستین ممکن است موجب بروز رفتار تهاجمی شود و شرکت داروساز علی‌رغم دانستن این موضوع از دادن هشدار به پزشکان و مصرف‌کنندگان خودداری کرده‌است.
شایع‌ترین عارضه پاروکستین حالت تهوع است که البته معمولاً خفیف است و تنها در ابتدای دوره درمانی پیدا می‌شود. در مجموع موارد قطع مصرف پاروکستین به دلیل عوارض جانبی کمتر از قطع مصرف ضد افسردگی‌های سه‌حلقه‌ای به همین دلیل بوده‌است.
دیگر عوارض نامطلوب این دارو افزایش یا کاهش وزن، سردرد، خشکی دهان، افزایش تعریق، یبوست، لرزش، اختلال در نعوظ، خواب‌آلودگی، افزایش یا کاهش اشتها و گیجی است.
داروهای گروه بازدارنده‌های بازجذب سروتونین (SSRI) مانند پاروکستین هرگز نباید همزمان با داروهای از گروه بازدارنده‌های مونوآمین اکسیداز
(MAOI) مصرف شوند؛ چرا که این دو گروه دارو با هم تداخل دارویی دارند و مصرف همزمان آن‌ها منجر به مسمومیت دارویی و ابتلا به سندروم سروتونین می‌شود و حتی می‌تواند منجر به مرگ شود.
این دارو جزو داروهای تراتوژن می‌باشد.

## سندرم قطع مصرف
پاروکستین شدیدترین آثار قطع مصرف را در بین اس‌اس‌آرآی‌ها دارد.